# Campionato nordamericano maschile di pallavolo 1999
Il XVI campionato nordamericano maschile di pallavolo si è svolto dal 7 al 12 settembre 1999 a Monterrey, in Messico. Al torneo hanno partecipato 8 squadre nazionali nordamericane e la vittoria finale è andata per la quarta volta agli Stati Uniti.

## Gironi
| Girone A                            | Girone B                           |
| ----------------------------------- | ---------------------------------- |
| Canada Guatemala Messico Porto Rico | Barbados Cuba Giamaica Stati Uniti |

## Fase finale

### Finali 1º e 3º posto
|  | Quarti      | Quarti  |             |         | Semifinale         | Semifinale         |  |  | Finale 1º/2º posto | Finale 1º/2º posto |
|  |             |         |             |         |                    |                    |  |  |                    |                    |
|  |             |         |             |         |                    |                    |  |  |                    |                    |
|  |             |         |             |         |                    |                    |  |  |                    |                    |
|  | Stati Uniti | 3       |             |         |                    |                    |  |  |                    |                    |
|  | Stati Uniti | 3       |             |         |                    |                    |  |  |                    |                    |
|  | Porto Rico  | 1       |             |         |                    |                    |  |  |                    |                    |
|  | Porto Rico  | 1       | Stati Uniti | 3       |                    |                    |  |  |                    |                    |
|  |             |         | Stati Uniti | 3       |                    |                    |  |  |                    |                    |
|  |             | Canada  | ?           |         |                    |                    |  |  |                    |                    |
|  | -           | Canada  | ?           | -       |                    |                    |  |  |                    |                    |
|  | -           |         |             | -       |                    |                    |  |  |                    |                    |
|  | -           | -       |             |         |                    |                    |  |  |                    |                    |
|  | -           | -       | Stati Uniti | 3       |                    |                    |  |  |                    |                    |
|  |             |         | Stati Uniti | 3       |                    |                    |  |  |                    |                    |
|  |             | Cuba    | 1           |         |                    |                    |  |  |                    |                    |
|  | -           | Cuba    | 1           | -       |                    |                    |  |  |                    |                    |
|  | -           |         |             | -       |                    |                    |  |  |                    |                    |
|  | -           | -       |             |         |                    |                    |  |  |                    |                    |
|  | -           | -       | Cuba        | 3       | Finale 3º/4º posto | Finale 3º/4º posto |  |  |                    |                    |
|  |             |         | Cuba        | 3       | Finale 3º/4º posto | Finale 3º/4º posto |  |  |                    |                    |
|  |             | Messico | 0           |         |                    |                    |  |  |                    |                    |
|  | Messico     | Messico | 0           | 3       | Canada             | 3                  |  |  |                    |                    |
|  | Messico     |         |             | 3       | Canada             | 3                  |  |  |                    |                    |
|  | Giamaica    | 0       |             | Messico | 2                  |                    |  |  |                    |                    |
|  | Giamaica    | 0       |             |         | 2                  |                    |  |  |                    |                    |
|  |             |         |             |         |                    |                    |  |  |                    |                    |
|  |             |         |             |         |                    |                    |  |  |                    |                    |

## Classifica finale
| Classifica | Squadre     | Qualificazione       |
| ---------- | ----------- | -------------------- |
|            | Stati Uniti | Coppa del Mondo 1999 |
|            | Cuba        | Coppa del Mondo 1999 |
|            | Canada      | Coppa del Mondo 1999 |
| 4          | Messico     |                      |
| 5          | Porto Rico  |                      |
| 6          | Barbados    |                      |
| 7          | Guatemala   |                      |
| 8          | Giamaica    |                      |